# Lélia Wanick Salgado
Lélia Wanick Salgado (geb. 1947 in Vitória, Espírito Santo) ist eine brasilianische Umweltschützerin, Designerin und Szenografin.

## Leben
Während der brasilianischen Militärdiktatur engagierte sich Lélia Wanick Salgado in der linken Oppositionsbewegung, was schließlich 1969 dazu führte, dass sie nach Paris ins Exil ging. In Paris studierte sie Architektur an der École nationale supérieure des beaux-arts und Stadtplanung an der Universität Paris VIII, wo sie ihren Bachelor- und Masterabschluss machte. Sie arbeitete im Bereich der Raumplanung in verschiedenen Städten Frankreichs.
Zusätzlich studierte sie mehrere Jahre Klavier am Pariser Konservatorium, Französisch an der Alliance française und besuchte zum Studium der Malerei ein Künstleratelier.
Sie heiratete Sebastião Salgado, mit dem sie die Söhne Juliano, der in die Fußstapfen seines Vaters trat und Filmemacher wurde, und Rodrigo, der das Down-Syndrom hat, bekam.

## Wirken
Ihr Interesse an der Fotografie begann bereits in den frühen 1970er-Jahren und wuchs mit der Zeit an. In den 1980er-Jahren begann sie mit der Konzeption und Gestaltung der meisten Fotobücher ihres Ehemanns und aller seiner Ausstellungen. 1983 arbeitete zunächst für die Photo Revue und 1984 für Longue Vue, beides Fotomagazine. 1987 gründete sie ihre eigene Organisation für Fotoausstellungen sowie für die Konzeption und Gestaltung von Fotobüchern. 1994 gründete sie mit ihrem Mann Amazonas Images, eine Presseagentur in Paris, die sich ausschließlich Salgados Werk widmet. Sie war zudem Leiterin der Pariser Galerie Magnum.
Ende der 1990er-Jahre gründete das Ehepaar das Instituto Terra, eine NGO, die sich der Wiederaufforstung, dem Naturschutz und der Umwelterziehung in der Region des Rio-Doce-Tals im brasilianischen Bundesstaat Minas Gerais widmet. Die Einrichtung hat bereits fast 3 Millionen Bäume gepflanzt und ist zu einer weltweiten Referenz in Bezug auf die Wiederherstellung von Ökosystemen sowie die Wiederherstellung und Erhaltung der Umwelt geworden.

## Auszeichnungen
Für mehrere Bücher erhielt sie Auszeichnungen. Sie erhielt zudem mehrere Auszeichnungen und Ehrungen für ihre vom Instituto Terra durchgeführten Umweltaktivitäten. So erhielt sie im Jahr 2023 den Gulbenkian-Preis für Menschlichkeit.